# Гуль Валерій Данилович
Валерій Данилович Гуль (17 грудня 1948, Донецьк — 24 травня 2015) — український музикант, багаторічний очільник Донецької обласної філармонії, Заслужений працівник культури України.

## Життєпис
Народився у м. Сталіно (нині Донецьк). Закінчив музичне училище по класу ударних інструментів і Донецький інститут радянської торгівлі (економічний факультет). Музичну кар'єру починав як виконавець на ударних інструментах в професійному джаз-оркестрі. З 1974 року обіймав посаду начальника планово-економічного відділу Донецької філармонії. У січні 1993 — очолив Донецьку філармонію.
Високу оцінку діяльності В. Гуля дали ватажки терористичної організації ДНР О. Захарченко та Д. Пушилін.

## Нагороди
- Лауреат республіканських, всесоюзних і міжнародних конкурсів;
- орден «За заслуги» II і III ступенів;
- почесний знак «Шахтарська слава» трьох ступенів;
- Орден Дружби (РФ).